# Russkije Gorki
Russkije Gorki – kompleks skoczni narciarskich zbudowany na Zimowe Igrzyska Olimpijskie 2014, które odbyły się w oddalonej o około 50 km od Soczi miejscowości Krasnaja Polana położonej nad Morzem Czarnym. Na grupę nowoczesnych skoczni wydano łącznie sumę około 50 mln euro. W kompleksie znajdują się skocznie: K125, K95, K65, K35, oraz K15. Wokół skoczni zlokalizowano miejsca siedzące i stojące dla około 15 tysięcy widzów. Pierwsze zawody Pucharu Świata na tej skoczni odbyły się 8 i 9 grudnia 2012. Dnia 7 grudnia podczas kwalifikacji Czech Lukáš Hlava ustanowił oficjalny rekord normalnej skoczni skacząc na odległość 108,0 m. Rekordzistą dużego obiektu jest niemiecki skoczek narciarski Marinus Kraus, który podczas konkursu skoków na dużej skoczni na Zimowych Igrzyskach Olimpijskich w Soczi uzyskał odległość 140 m.

## Dane techniczne

### Skocznia K125
- Punkt konstrukcyjny: 125 m
- Wielkość skoczni (HS): 140 m
- Nachylenie najazdu: 35°
- Długość najazdu: 99,3 m
- Długość progu: 6,8 m
- Nachylenie progu: 11°
- Wysokość progu: 3,14 m
- Nachylenie zeskoku: 33,6°

### Rekordziści skoczni
| Lp. | Dzień     | Rok  | Zawodnik         | Odległość | Zawody                                          |
| --- | --------- | ---- | ---------------- | --------- | ----------------------------------------------- |
| 1.  | 15 lutego | 2014 | Marinus Kraus    | 140 m     | Zimowe Igrzyska Olimpijskie                     |
| 2.  | 15 lutego | 2014 | Dmitrij Wasiljew | 144,5 m   | Zimowe Igrzyska Olimpijskie, skok podparty      |
| 3.  | 15 lutego | 2014 | Noriaki Kasai    | 139 m     | Zimowe Igrzyska Olimpijskie, wyrównanie rekordu |
| 4.  | 15 lutego | 2014 | Kamil Stoch      | 139 m     | Zimowe Igrzyska Olimpijskie, wyrównanie rekordu |

### Skocznia K95
- Punkt konstrukcyjny: 95 m
- Wielkość skoczni (HS): 106 m
- Długość najazdu: 87.96 m
- Nachylenie najazdu: 35.0°
- Nachylenie progu: 11.0°
- Wysokość progu: 2.38 m
- Nachylenie zeskoku: 33.0°

### Rekordziści skoczni
| Lp. | Dzień     | Rok  | Zawodnik    | Odległość | Zawody        |
| --- | --------- | ---- | ----------- | --------- | ------------- |
| 1.  | 7 grudnia | 2012 | Lukáš Hlava | 108,0 m   | Puchar Świata |

## Międzynarodowe zawody w skokach narciarskich rozegrane na skoczniach kompleksu Russkije Gorki

### Igrzyska olimpijskie(mężczyźni)
| Lp. | Data           | Skocznia | Uwagi | 1. miejsce  | 2. miejsce    | 3. miejsce    |
| --- | -------------- | -------- | ----- | ----------- | ------------- | ------------- |
| 1.  | 9 lutego 2014  | K95      | nocny | Kamil Stoch | Peter Prevc   | Anders Bardal |
| 2.  | 15 lutego 2014 | K125     | nocny | Kamil Stoch | Noriaki Kasai | Peter Prevc   |

### Puchar Świata w skokach narciarskich(mężczyźni)
| Lp. | Data           | Skocznia | Uwagi | 1. miejsce            | 2. miejsce      | 3. miejsce        |
| --- | -------------- | -------- | ----- | --------------------- | --------------- | ----------------- |
| 1.  | 8 grudnia 2012 | K-95     | nocny | Gregor Schlierenzauer | Severin Freund  | Andreas Kofler    |
| 2.  | 9 grudnia 2012 | K-95     | –     | Andreas Kofler        | Richard Freitag | Andreas Wellinger |

### Puchar Świata w skokach narciarskich(kobiety)
| Lp. | Data           | Skocznia | Uwagi | 1. miejsce                     | 2. miejsce     | 3. miejsce     |
| --- | -------------- | -------- | ----- | ------------------------------ | -------------- | -------------- |
| 1.  | 8 grudnia 2012 | K-95     | nocny | Sarah Hendrickson              | Sara Takanashi | Anette Sagen   |
| 2.  | 9 grudnia 2012 | K-95     | –     | Daniela Iraschko Coline Mattel | –              | Sara Takanashi |

### Puchar Świata w kombinacji norweskiej
| Lp. | Data          | Skocznia | Uwagi | 1. miejsce      | 2. miejsce   | 3. miejsce     |
| --- | ------------- | -------- | ----- | --------------- | ------------ | -------------- |
| 1.  | 2 lutego 2013 | K-125    |       | Bernhard Gruber | Eric Frenzel | Wilhelm Denifl |
| 2.  | 3 lutego 2013 | K-125    | druż. | Niemcy          | Francja      | Austria        |